# Verwechslungskomödie
Eine Verwechslungskomödie, nach Shakespeare auch Comedy of errors, bezeichnet humorvolle Filmkomödien oder Theaterstücke, deren besonderer Reiz darin besteht, dass Figuren aufgrund ihrer Äußerlichkeiten bzw. ihrer Handlungsweisen mit anderen Personen verwechselt werden und dies zu Verwicklungen führt. Ein klassisches Filmbeispiel ist Buster Keatons Film  Buster und die Polizei (1922), in dem der Protagonist für einen Bomben werfenden Anarchisten gehalten und schließlich von einer Schar Polizisten verfolgt wird.
Wiederkehrende Gründe für Verwechslungen beziehen sich auf die Geschlechtsidentität, z. B. in Manche mögen’s heiß (USA 1959), die Klassenverhältnisse, z. B. in Drei Männer im Schnee (1955) oder Statussymbole, z. B. in Kleider machen Leute (1940). In Reisebekanntschaft (Deutschland 1943) entwickelt sich die gesamte komplizierte Filmhandlung aus der Verwechslung zweier Koffer. Häufig werden Unbekannte als Zwillinge, Doppelgänger, durch Namensgleichheiten, vertauschte Identitäten oder schlicht Missverständnisse für jemanden gehalten, der sie nicht sind.
Der Ursprung der Verwechslungskomödien liegt in Shakespeares Theaterstück Die Komödie der Irrungen (Comedy of errors), wobei inhaltliche Ansätze bereits in der lateinischen Komödie Menaechmi des Römers Plautus und in der griechischen Mittleren Komödie, spätestens in der Neuen Komödie zu erkennen sind.